# Conan I van Bretagne
Conan I van Bretagne bijgenaamd de Valselijke (gesneuveld te Conquereuil op 27 juni 992) was van 970 tot aan zijn dood graaf van Rennes en van 990 tot aan zijn dood hertog van Bretagne. Hij behoorde tot het huis Rennes.

## Levensloop
Conan was de zoon van graaf Judicaël van Rennes en diens onbekend gebleven echtgenote. Na de dood van zijn vader rond 970 werd hij graaf van Rennes. In deze functie controleerde hij het noorden van het hertogdom Bretagne.
Omdat hij zichzelf als de heerser van heel Bretagne beschouwde, kwam hij in conflict met het huis Nantes, dat het hertogdom bestuurde. In de lente van 990 verwierf hij Bretagne na zijn aanval op de stad Nantes en het plotse overlijden van hertog Alan.
Conan was aanvankelijk een bondgenoot van graaf Odo I van Blois, die hem steunde in zijn strijd om Bretagne. Nadat hun relatie verzuurd was geraakt, werd hij een bondgenoot van hertog Richard I van Normandië.
In 992 probeerde zijn schoonbroer Fulco III van Anjou via een belegering de stad Nantes in te nemen, als bondgenoot van Judicaël, het familiehoofd van het huis Nantes. Conan wist het beleg op te heffen en verdreef Fulco's troepen richting Rennes. Nabij Conquereuil kwam het tot een veldslag, waarbij Conans troepen verslagen werden en de hertog sneuvelde. Vervolgens werd Judicaël geïnstalleerd als graaf van Nantes.

## Huwelijk en nakomelingen
In 973 huwde hij met Ermengarde (956-1024), dochter van graaf Godfried I van Anjou. Ze kregen volgende kinderen:
- Godfried I (980-1008), hertog van Bretagne
- Judith (982-1017), huwde in 996 met hertog Richard II van Normandië
- Judicaël (overleden in 1037), graaf van Porhoët
- Hernod
- Catuallon, abt van de Abdij van Redon